# Senegal en los Juegos Olímpicos de Sarajevo 1984
Senegal estuvo representado en los Juegos Olímpicos de Sarajevo 1984 por un deportista masculino que compitió en esquí alpino.
El equipo olímpico senegalés no obtuvo ninguna medalla en estos Juegos.